# California Floristic Province

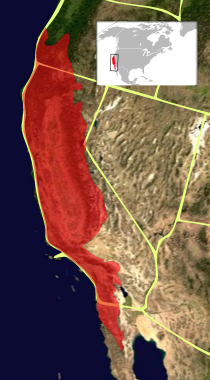
Kaart van de California Floristic Province

De California Floristic Province is een florarijk met een mediterraan klimaat dat langs de Stille Oceaankust in Noord-Amerika ligt. Het heeft een distinctieve flora die gelijkenissen vertoont met andere flora's met een mediterraan klimaat, natte winters en droge zomers. Het florarijk behoort tot de Madreaanse regio van het Holarctisch gebied.
Het florarijk is 293.804 km² groot en omvat zo'n 70% van de Amerikaanse deelstaat Californië. Het florarijk strekt zich uit tot in het zuidwesten van de staat Oregon, een heel klein deel in het westen van Nevada en de Mexicaanse deelstaat Baja California. In het noorden grenst het gebied aan de Rocky Mountain Floristic Province, maar de grens is vaag en niet duidelijk gedefinieerd. Sommige geobotanisten, waaronder Robert Folger Thorne en Armen Tachtadzjan, rekenen Zuidwest-Oregon en Noord-Californië bij de Rocky Mountain Province.
De California Floristic Province is aangeduid als een biodiversiteitshotspot door een studie van Myers et al. (2000) en door Conservation International. Om als hotspot bestempeld te worden, moet een regio enerzijds een uitzonderlijk hoge concentratie endemische plantensoorten kennen en anderzijds meer dan 70% van zijn oorspronkelijke primaire vegetatie verloren hebben.